# Gonzalo Queipo de Llano
Gonzalo Queipo de Llano y Serra (Tordesilhas, 5 de fevereiro de 1875 – Sevilha, 9 de março de 1951) foi um militar espanhol que se destacou durante o golpe de estado de Francisco Franco e na subsequente Guerra Civil Espanhola e o Terror Branco Espanhol. Recebeu o título nobiliárquico de 1º Marquês de Queipo de Llano.

## Biografia
Militar de carreira, Queipo de Llano era um general de brigada em 1923 quando começou a falar contra o exército e Miguel Primo de Rivera. Despromovido, ele serviu três anos de prisão, mas recusou-se a parar de criticar até mesmo na altura da sua libertação, o que resultou na sua demissão em 1928. Em 1930, ele tornou-se um revolucionário, mas depois de uma tentativa fracassada de derrubar o Rei Afonso XIII, ele fugiu para Portugal. Ele retornou à sua terra natal em 1931 após a partida de Afonso XIII e assumiu o comando do 1º Distrito Militar do Exército Republicano Espanhol. Mais tarde, foi nomeado por Niceto Alcalá-Zamora para o Chefe do estado-maior do presidente (a filha de Queipo era casada com um filho de Alcalá-Zamora). Mesmo quando ele ganhou destaque, ele permaneceu crítico dos governos cambiantes, juntando-se a um plano para derrubar o governo da Frente Popular em Maio de 1936.
Durante a Guerra Civil Espanhola, Queipo de Llano garantiu a captura de Sevilha com uma força de pelo menos 4 000 soldados. Lá, ele ordenou assassinatos em massa. Posteriormente, ele foi nomeado comandante do Exército Nacionalista do Sul. A sua influência começou a entrar em declínio em Fevereiro de 1938, quando Francisco Franco se intitulou Chefe Único do Novo Estado e nomeou o seu cunhado Ramón Serrano Súñer para Ministro do Interior e da Propaganda.